# Partito dei Liberali Costituzionali
Il Partito dei Liberali Costituzionali (Arabo  حزب الاحرار الدستوريين, Ḥizb al-aḥrār al-dustūriyyīn) è stato un partito politico egiziano fondato il 30 ottobre del 1922, con una scissione dal Wafd.
Nella sua prima riunione, presieduta da ʿAdlī Yakan Pascià, fu eletto come presidente del partito ʿAbd al-ʿAzīz Fahmī. Suo organo di stampa fu il quotidiano al-Siyāsa (La politica).
Altri militanti di spicco furono Muḥammad Mahmūd Pascià, Hasan ʿAbd al-Razzāq Pascià, Muhammad Husayn Haykal Pascià, ʿAlī Māher Pascià e Hāfiz ʿAfīfī Pascià.
Il partito – che, al contrario del Wafd, aveva come intento quello di giungere all'indipendenza dell'Egitto con metodi pacifici, evitando qualsiasi scontro con il Regno Unito che aveva istituito un Protettorato nel Paese arabo – si batté fattivamente per l'adozione di una Costituzione (promulgata in effetti il 19 aprile del 1923), in grado di trasformare il Sultano d'Egitto in un monarca costituzionale. Fu anche impegnato per realizzare l'unione con il Sudan in nome d'una effettiva affinità della valle del Nilo.
Questa sua linea politica (ragionevole quanto si vuole) era vista come eccessivamente portata ai compromessi con i britannici «gli impedì di aver largo seguito di massa, ed anzi la sua disponibilità a collaborare con gli stranieri, gli attirò spesso l'impopolarità...», guadagnandosi però il sostegno dei latifondisti, dell'alta borghesia egiziana e degli aristocratici vicini alla monarchia.
Il partito fu disciolto, come tutti gli altri partiti politici egiziani – assai spesso caratterizzati da una struttura marcatamente personalistica – nel 1952, in occasione del colpo di Stato militare di Mohammad Nagīb e Gamāl ʿAbd al-Nāṣer.